# Narycia copiosa
Narycia copiosa är en fjärilsart som beskrevs av Edward Meyrick 1921. Narycia copiosa ingår i släktet Narycia och familjen säckspinnare. Inga underarter finns listade i Catalogue of Life.